# Ignaz Maybaum
Ignaz Maybaum (hebr. שמואל הולדהיים; ur. 2 marca 1897 w Wiedniu; zm. 2 sierpnia 1976 w Londynie) – rabin Frankfurtu nad Odrą w latach 1928–1936.
Jego ważniejsze dzieła to:
- Parteibefreites Judentum (1935)
- Neue Jugend und Alter Glaube (1936)
- Man and Catastrophe (1941)
- Synagogue and Society: Jewish-Christian Collaboration in the Defence of Western Civilization (1944)
- The Jewish Home (1945)
- The Jewish Mission (1949)
- Jewish Existence (1960)
- The Faith of the Jewish Diaspora (1962)
- The Face of God After Auschwitz (1965)
- Trialogue Between Jew, Christian, and Muslim (1973)
- Happiness Outside the State (1980)
- Ignaz Maybaum: A Reader, Nicholas de Lange (ed.), (New York: Berghahn Books.)